# Sylvie Ngouadakpa
Sylvie Ngouadakpa est une infirmière et maîtresse de conférence centrafricaine. Elle est la première femme centrafricaine à recevoir la médaille Florence-Nightingale.

## Biographie
Sylvie Ngouadakpa commence sa carrière comme infirmière. Elle devient rapidement également enseignante à l’Institut national d’Enseignement médico-social de santé publique de Bangui, où elle continue à enseigner pour la suite de sa carrière.
Elle est à la tête de l'Association des infirmières sages-femmes de la République centrafricaine (ANISCA) au moment de sa nomination,, et a été cheffe de département des infirmiers diplômés d'État.  
En 2011, Ngouadakpa devient la première femme centrafricaine à recevoir la médaille Florence-Nightingale. Dans son discours d'acceptation, elle dédie le prix à toutes les infirmières de la République centrafricaine, estimant qu'elles méritent une meilleure reconnaissance et de recevoir des meilleures formations au coût couvert par l'État. Éligible à la retraite, elle choisit de plutôt diriger un institut universitaire de formation paramédicale en collaboration avec l'université de Bangui et la Croix-Rouge centrafricaine,. Cet établissement reçoit sa première promotion en 2011.
Ngouadakpa est mariée et mère de sept enfants. Elle se déplace à l'aide d'une béquille.